# Canton de Conflans-en-Jarnisy
Le canton de Conflans-en-Jarnisy est une ancienne division administrative française qui était située dans le département de Meurthe-et-Moselle et la région Lorraine.

## Géographie
Ce canton est organisé autour de Conflans-en-Jarnisy dans l'arrondissement de Briey. Son altitude varie de 183 m (Giraumont) à 314 m (Saint-Marcel) pour une altitude moyenne de 226 m.

## Administration

### Conseillers généraux de 1833 à 2015
| Période | Période          | Identité                    | Étiquette       | Qualité                                                                                        |
| ------- | ---------------- | --------------------------- | --------------- | ---------------------------------------------------------------------------------------------- |
| 1833    | 1836             | Nicolas Charpentier         | Tiers-Parti     | Avocat - Député (1831-1834, 1839-1842) Premier Président de la Cour royale de Metz             |
| 1836    | 1842             |                             |                 |                                                                                                |
| 1842    | 1845 (démission) | Jean Nicolas Bertrand       |                 | Maire de Jarny, conseiller d'arrondissement                                                    |
| 1845    | 1852             | Antoine Etienne Jacquemaire | Gouvernemental  | Notaire à Norroy-le-Sec                                                                        |
| 1852    | 1861 (décès)     | Théodore Bertrand           | Républicain     | Maire de Jarny (1856-1861), conseiller d'arrondissement                                        |
| 1861    | 1884             | Jules Fayon                 | Appel au peuple | Propriétaire à Brainville                                                                      |
| 1884    | 1892 (décès)     | Mathieu Clesse              |                 | Notaire honoraire, Maire de Conflans-en-Jarnisy                                                |
| 1892    | 1901 (décès)     | Théodore-Célestin Mangin    | Républicain     | Notaire, maire de Conflans-en-Jarnisy                                                          |
| 1901    | 1904 (décès)     | Victor Aimé Grandjean       | Républicain     | Docteur en médecine - Maire de Conflans-en-Jarnisy                                             |
| 1904    | 1904             | Louis Caye                  | Conservateur    | Notaire à Conflans-en-Jarnisy                                                                  |
| 1904    | 1919             | Georges Grandjean           | Gauche radicale | Docteur en médecine Député (1910-1914)                                                         |
| 1919    | 1924 (décès)     | Paul Bertrand               | Libéral         | Notaire à Conflans-en-Jarnisy                                                                  |
| 1924    | 1940             | Auguste-Edmond Beugnet      | RG              | Vétérinaire Adjoint au Maire de Jarny, conseiller d'arrondissement                             |
|         |                  |                             |                 |                                                                                                |
| 1943    | 1945             | Honorat Dumur               | Droite          | Ancien conseiller d'arrondissement, maire de Jeandelize Nommé conseiller départemental en 1943 |
| 1945    | 1967 (décès)     | Paul Mennegand              | Rad.            | Directeur d'école honoraire Maire de Jarny (1945-1953)                                         |
| 1967    | 1973             | Henri Lacoste               | DVG             |                                                                                                |
| 1973    | 1983 (décès)     | Henri Bezon                 | PCF             | Instituteur Maire de Jarny (1980-1983)                                                         |
| 1983    | 1985             | Michel Gilles               | PCF             | Maire de Jarny (1983-1988) Conseiller régional (1998-2004)                                     |
| 1985    | 1998             | Philippe Nachbar            | UDF             | Avocat Sénateur depuis 1992 Maire de Jarny (1989-1996)                                         |
| 1998    | 2011             | Evelyne Didier              | PCF             | Professeur de collège Sénatrice (2001-2017) Maire de Conflans-en-Jarnisy (2008-2014)           |
| 2011    | 2015             | Olivier Tritz               | PCF             | Directeur général des services Premier adjoint au Maire de Jarny                               |

### Conseillers d'arrondissement (de 1833 à 1940)
| Période                                  | Période | Identité                      | Étiquette               | Qualité |
| ---------------------------------------- | ------- | ----------------------------- | ----------------------- | --- |
| 1833                                     | 1842    | Jean Nicolas Bertrand         |                         | Maire de Jarny                                                                                              |
| 1842                                     | 1852    | Théodore Bertrand (1801-1861) |                         | Maire de Jarny                                                                                              |
|                                          |         |                               |                         | |
| 1895                                     | 1901    | M. Douant                     |                         | Propriétaire à Allamont                                                                                     |
| 1901                                     | 1913    | Raoul Berthelémy              |                         | Marchand de bois, propriétaire à Norroy-le-Sec                                                              |
| 1913                                     | 1924    | Auguste-Edmond Beugnet        | RG                      | Vétérinaire à Mars-la-Tour, adjoint au Maire de Jarny                                                       |
| 1925                                     | 1931    | M. Claiche                    | Rad.                    | Adjoint au maire de Conflans-en-Jarnisy                                                                     |
| 1931                                     | 1937    | Honorat Dumur                 | URD                     | Maire de Jeandelize                                                                                         |
| 1937                                     | 1940    | M. Jacques                    | Rassemblement populaire | Maire de Fléville-Lixières                                                                                  |
| 1940                                     |         |                               |                         | Les conseils d'arrondissement ont été suspendus par la loi du 12 octobre 1940 et n'ont jamais été réactivés |
| Les données manquantes sont à compléter. |         |                               |                         | |

## Composition
Le canton de Conflans-en-Jarnisy groupe 25 communes et compte 18 369 habitants (recensement de 1999 sans doubles comptes).
| Communes               | Population (2012) | Code postal | Code Insee |
| ---------------------- | ----------------- | ----------- | ---------- |
| Abbéville-lès-Conflans | 244               | 54800       | 54002      |
| Affléville             | 196               | 54800       | 54004      |
| Allamont               | 110               | 54800       | 54009      |
| Béchamps               | 79                | 54800       | 54058      |
| Boncourt               | 194               | 54800       | 54082      |
| Brainville             | 115               | 54800       | 54093      |
| Bruville               | 186               | 54800       | 54103      |
| Conflans-en-Jarnisy    | 2 502             | 54800       | 54136      |
| Doncourt-lès-Conflans  | 961               | 54800       | 54171      |
| Fléville-Lixières      | 245               | 54150       | 54198      |
| Friauville             | 264               | 54800       | 54213      |
| Giraumont              | 1 171             | 54780       | 54227      |
| Gondrecourt-Aix        | 146               | 54800       | 54231      |
| Hannonville-Suzémont   | 241               | 54800       | 54249      |
| Jarny                  | 8 377             | 54800       | 54273      |
| Jeandelize             | 358               | 54800       | 54277      |
| Labry                  | 1 578             | 54800       | 54286      |
| Mouaville              | 58                | 54800       | 54389      |
| Norroy-le-Sec          | 369               | 54150       | 54402      |
| Olley                  | 212               | 54800       | 54408      |
| Ozerailles             | 134               | 54150       | 54413      |
| Puxe                   | 104               | 54800       | 54440      |
| Saint-Marcel           | 146               | 54800       | 54478      |
| Thumeréville           | 86                | 54800       | 54524      |
| Ville-sur-Yron         | 293               | 54800       | 54581      |

## Démographie
| 1962   | 1968   | 1975   | 1982   | 1990   | 1999   | 2006   | 2011   | 2012   |
| ------ | ------ | ------ | ------ | ------ | ------ | ------ | ------ | ------ |
| 20 428 | 19 879 | 18 761 | 18 422 | 18 409 | 18 369 | 19 112 | 19 304 | 19 232 |